# Sandra Seuser
Sandra Maria Seuser (* 17. April 1966 in Berlin) ist eine ehemalige deutsche Leichtathletin, die in den 1990er Jahren eine erfolgreiche 400-Meter-Läuferin war.
Ihr größter Erfolg ist der erste Platz mit der deutschen 4-mal-400-Meter-Staffel bei den Hallenweltmeisterschaften 1991 in Sevilla (3:27,22 min, Hallenweltrekord: Sandra Seuser, Katrin Schreiter, Annett Hesselbarth, Grit Breuer).
Bei den Weltmeisterschaften 1993 in Stuttgart belegte sie mit der 4-mal-400-Meter-Staffel den fünften Platz (3:25,49 min).
Sie wurde 1991 Siegerin und 1989 Zweite im 400-Meter-Lauf bei den Deutschen Hallenmeisterschaften (52,76 s).
Sandra Seuser gehörte dem SC Charlottenburg an. Bei einer Größe von 1,72 m hatte sie ein Wettkampfgewicht von 53 kg.